# Alloplectus aquatilis
Alloplectus aquatilis är en tvåhjärtbladig växtart som beskrevs av Conrad Vernon Morton. Alloplectus aquatilis ingår i släktet Alloplectus och familjen Gesneriaceae. Inga underarter finns listade i Catalogue of Life.